# Odległy grom
Odległy grom (beng. অশনি সংকেত Ashani sanket) – indyjski dramat filmowy z 1973 roku w reżyserii Satyajita Raya. Obraz zdobył Złotego Niedźwiedzia na 23. MFF w Berlinie.